# Ислам в Словении
Ислам в Словении — вторая по числу приверженцев религия страны после христианства. В Словении действуют несколько исламских религиозных организаций: Исламская община Словении (словен. Islamska skupnost v Republiki Sloveniji) и Мусульманское сообщество Словении (словен. Slovenska muslimanska skupnost). Обе организации действуют в рамках ханафитской правовой школы (мазхаба).
Во второй половине XX века количество мусульман в Словении заметно возросло в связи с увеличением числа мигрантов из других республик Югославии.
Мусульмане составляют около 2% населения республики, большая часть из них — боснийцы.
В 2004 году муниципалитет Любляны выдал официальный мандат на строительство мечети, но из-за протестов католической части населения строительство пришлось отложить на несколько лет.
Количество мусульман Словении по этническому признаку (2002 г.):
| Национальность | Количество мусульман (чел.) | Доля от общего количества мусульман |
| -------------- | --------------------------- | ----------------------------------- |
| Боснийцы       | 38,923                      | 73.64 %                             |
| Албанцы        | 5,237                       | 11.03 %                             |
| Словенцы       | 1,506                       | 3.17 %                              |
| Цыгане         | 868                         | 1.83 %                              |
| Черногорцы     | 634                         | 1.33 %                              |
| Македонцы      | 507                         | 1.07 %                              |
| «Югославы»     | 55                          | 0.12 %                              |
| Сербы          | 53                          | 0.11 %                              |
| Хорваты        | 30                          | 0.06 %                              |
| Венгры         | 8                           | 0.02 %                              |
| Пакистанцы     | 8                           | 0.02 %                              |
| Прочие         | 2306                        | 4.86 %                              |
| Итого          | 47,488                      | 100 %                               |